# Strijkkwartet nr. 10 (Nordgren)
Pehr Henrik Nordgren voltooide zijn Strijkkwartet nr. 10 opus 142 in 2007.
Het werk is geschreven voor een kamermuziekfestival in de woonplaats van de componist, Kaustinen/Kaustby. Nordgren was verheugd dat hij als ziek man nog een opdracht kreeg voor het schrijven van een werk en dat het voor een strijkkwartet mocht. Nordgren had het schrijven van bijvoorbeeld een symfonie veel te zwaar gevonden. Nordgren, wiens gezondheid almaar achteruit ging kwam met wat hijzelf als een laatste eerbetoon aan Dmitri Sjostakovitsj zag. Hij was door de muziek van die Russische componist de klassieke muziek beïnvloed tijdens zijn jeugd. Nordgren kwam met een werk in de klassieke vierdelige opzet:
1. Nocturne, adagio sostenuto
2. Scherzo, allegro
3. Passacaglia, andante
4. Finale (Mattinata)

Hij greep met dit werk in meerdere motiefjes terug op zijn leven. In het kwartet zijn licht klinkende belletjes te horen. Volgens de componist zou het een terugkeer zijn naar zijn verblijf in Japan en uitzicht op de berg Fuji. De belletjes worden gebruikt bij ceremonieën in de Sjintotempels.
Het Tempera Kwartet speelde het werk als première tijdens het kamermuziekfestival in Kaustinen op 27 januari 2008.